# Корманга (приток Понги)
Корманга — река в России, протекает в Кологривском районе Костромской области. Устье реки находится в 13 км по правому берегу реки Понга. Длина реки составляет 14 км.
Исток Корманги находится в лесах в 44 км к северо-западу от Кологрива. Течёт по ненаселённому лесу на северо-запад. Впадает в Понгу выше деревни Копьево.

## Данные водного реестра
По данным государственного водного реестра России относится к Верхневолжскому бассейновому округу, водохозяйственный участок реки — Унжа от истока и до устья, речной подбассейн реки — Бассей притоков Волги ниже Рыбинского водохранилища до впадения Оки. Речной бассейн реки — (Верхняя) Волга до Куйбышевского водохранилища (без бассейна Оки).
По данным геоинформационной системы водохозяйственного районирования территории РФ, подготовленной Федеральным агентством водных ресурсов:
- Код водного объекта в государственном водном реестре — 08010300312110000015327
- Код по гидрологической изученности (ГИ) — 110001532
- Код бассейна — 08.01.03.003
- Номер тома по ГИ — 10
- Выпуск по ГИ — 0